# مورغان دبليو. فيليبس
مورغان دبليو. فيليبس (بالإنجليزية: Morgan W. Phillips)‏ هو مؤرخ أمريكي، ولد في 1943، وتوفي في 1996.